# Преображенка (Донецкая область)
Преображенка (укр. Преображенка) — село на Украине, находится в Покровском районе Донецкой области.
Код КОАТУУ — 1422786506. Население по переписи 2001 года составляет 56 человек. Почтовый индекс — 85373. Телефонный код — 623.

## Адрес местного совета
85373, Донецкая область, Покровский р-н, с. Срибное, ул. Дружбы, 82, тел. 5-31-2-42

## Известные жители и уроженцы
- Иващенко, Николай Кондратьевич (1936—2011) — Герой Социалистического Труда[1].